# Émile de Kermenguy
Émile Louis Marie de Kermenguy, né le 11 décembre 1810 à Saint-Pol-de-Léon (Finistère) et mort le 27 novembre 1893 à Paris, est un homme politique français. Propriétaire terrien et royaliste indépendant, il exerce différents mandats locaux et est représentant et député du Finistère pendant 22 ans.

## Biographie

### Famille
Issu de la famille de Kermenguy, Émile-Louis de Kermenguy est le fils de Nicolas Marie François de Kermenguy, officier à l'Armée des princes et aux Armées catholiques et royales de l'Ouest, et de Rose Gouyon de Vaurouault.
Il épouse à Saint-Vougay, le 18 mai 1836, Sidonie Marie Thérèse de Forsanz du Houx, née le 28 mai 1818, morte au château de Kermenguy le 10 août 1875, fille d'Hilarion-Corentin-Damas, comte de Forsanz du Houx, propriétaire du château de Kerjean, et de Sidonie-Marie-Louise de Brilhac, dont :
- Gaston-Marie-Guy, comte de Kermenguy, chef de nom et d'armes, né au château de Kerjean en Saint-Vougay, le 28 octobre 1841.En tant que zouave pontifical, il prend part à la Bataille de Mentana et obtient la médaille de Bene-Merenti . Il rejoint les volontaires de l'Armée de l'Ouest en 1870. Puis, il est élu maire de Cléder et conseiller d'arrondissement de Morlaix pour le canton de Plouzévédé. Il épouse le 26 juillet 1869 à Saint-Pol-de-Léon, Pauline-Marie de Saisy de Kerampuil, née le 18 octobre 1848 au Château de Tronjoly en Cléder, fille de François-Marie-Louis, comte de Saisy de Kerampuil et d'Ambroisine-Marie de Parcevaux de Tronjoly, dont 6 enfants.
- Sidonie-Marie-Anne de Kermenguy, née le 17 février 1847 à Kermenguy. Elle épouse le 25 avril 1882, Arthur-Louis-Marie de Dieuleveult, fils de Paul-Timothée de Dieuleveult, maire de Tréguier, conseiller général des Côtes du Nord, député à l'Assemblée législative de 1849 à 1851, et d'Olympe-Marie-Françoise de Kermenguy. (Les deux époux sont cousins germains), dont 2 fils. Il s'agit de la famille de Philippe de Dieuleveult, explorateur et homme de télévision, disparu tragiquement lors d'une mission en Afrique).
- Alphonse-Marie, vicomte de Kermenguy, né le 12 décembre 1848 à Kermenguy, maire de Carantec (F). Il épouse le 7 janvier 1879, Jeanne de Kergrist, fille de François de Kergrist et d'Aélaïde-Marie-Caroline de La Boëssière de Lennuic, dont 7 enfants.
- Gabriel-Marie de Kermenguy, né le 12 janvier 1852. Il épouse le 23 juillet 1878, Blanche de Bernon, née le 15 octobre 1853, fille d'Ange-Armand, baron de Bernon et de Blanche de Bonans (SP).

### Vie politique
Émile de Kermenguy est élu conseiller général du canton de Plouzévédé en 1842, puis maire de Saint-Pol-de-Léon en 1848. Il démissionne de son mandat de conseiller général en 1851 pour désapprouver le coup d'État du 2 décembre.
En 1869, sur l'insistance de ses amis, il accepte de se présenter aux élections au Corps législatif et obtient 10 000 voix contre 12000 au candidat officiel. En 1871, il reprend par l'élection son siège de conseiller général et est élu représentant monarchiste du Finistère pour la 2e circonscription (Morlaix) en février. Faisant partie des monarchistes majoritaires, mais, divisés, il siège à la droite de l'Assemblée nationale, et, après la fin de la Commune (juin 1871), il rallie les partisans d'Henri V, comte de Chambord, méfiants tant à l'égard des royalistes réalistes comme Adolphe Thiers que des royalistes catholiques ultramontains emmenés par Monseigneur Dupanloup.

En 1875, il vote contre l'amendement Wallon qui confirme la République en ayant voté auparavant pour le prolongement du mandat de Mac Mahon et contre l'exil de la famille royale.
Réélu comme député du Finistère à la Chambre des députés en 1877, en 1881, en 1885, 1889 et en 1893, il se montre un opposant résolu aux lois sur l'enseignement et à la politique coloniale des gouvernements républicains. En 1885, il est réélu sur une liste monarchiste conservatrice qui est élue tout entière et votera contre le retour au scrutin d'arrondissement.
Il meurt trois mois après sa dernière réélection, le 27 novembre 1893 à Paris, en ayant siégé comme législateur pendant 22 ans.

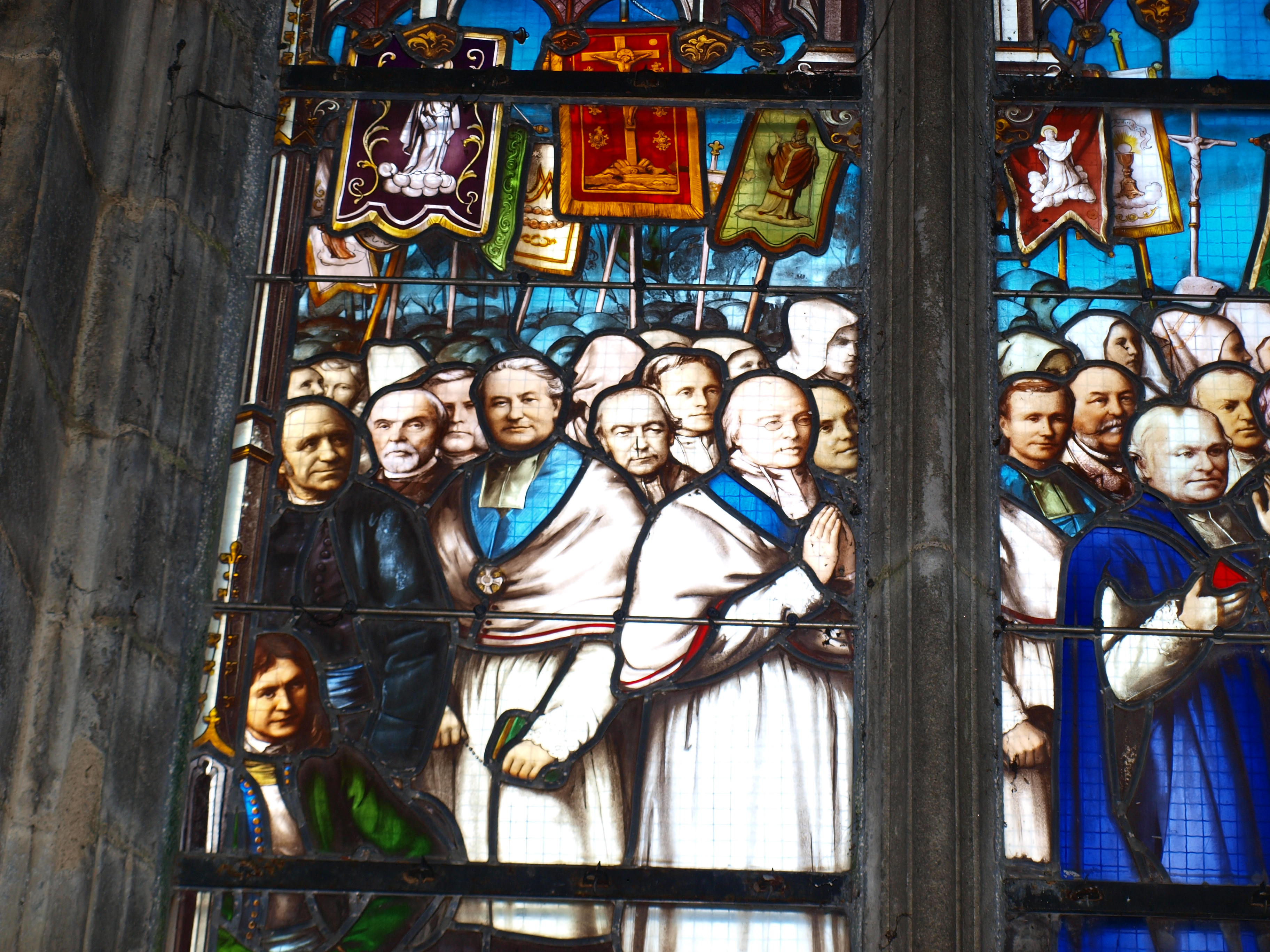
Emile de Kermenguy est représenté dans un vitrail de la basilique Notre-Dame du Folgoët, au second rang, le deuxième à partie de la gauche.

Il est représenté parmi d'autres notables dans le vitrail du transept droit de la basilique Notre-Dame du Folgoët.